# Xã Crawford, Quận Antelope, Nebraska
Xã Crawford (tiếng Anh: Crawford Township) là một xã thuộc quận Antelope, tiểu bang Nebraska, Hoa Kỳ. Năm 2010, dân số của xã này là 116 người.